# راسخة

كراتونات أمريكا الجنوبية وأفريقيا خلال فترة العصر الترياسي عندما ضُمت القارتين جزءًا من القارة العظمى بانجيا

الراسخة أو الركيزة القارية أو الكراتون (من اليونانية: κράτος كراتوس «قوة») هو جزء قديم مستقر من الغلاف الصخري للأرض حيث يتكوَّن الغلاف من طبقتين أرضيتين علويتين، القشرة والوشاح العلوي، مع دورات في أغلب الأحيان من دمج وتصدع القارات، عُثر على الكراتونات عمومًا في داخل الصفائح التكتونية، وهي تتكون على نحو مميز من الصخور القديمة البلورية السفلية، والتي قد تكون مغطاة بصخور رسوبية أحدث منها، لديها قشرة سميكة وجذور صخرية والتي تمتد لعدة مئات من الكيلومترات إلى الوشاح الأرضي.
المصطلح «كراتون» يُستخدم لتمييز جزء مستقر من القشرة القارية من المناطق التي تنشط جيولوجيًا أكثر وغير مستقرة، ويمكن وصف الكراتونات بالدروع، بحيث تبرز الصخور السفلية على السطح، والمنصات، بحيث تُغطى الصخور السفلية بالرواسب والصخور الرسوبية.

## وصلات خارجية
- Smithsonian. "The Dynamic Earth @ National Museum of Natural History". Smithsonian National Museum of Natural History. مؤرشف من الأصل في 2015-12-24. اطلع عليه بتاريخ 2011-01-09. {{استشهاد ويب}}: استعمال الخط المائل أو الغليظ غير مسموح: |ناشر= (مساعدة)